# سباستیانو اسپوزیتو
سباستیانو اسپوزیتو (ایتالیایی: Sebastiano Esposito؛ زادهٔ ۲ ژوئیهٔ ۲۰۰۲) بازیکن فوتبال اهل ایتالیا است که برای باشگاه فوتبال کالیاری در پست مهاجم بازی می‌کند.
او برادر کوچکتر سالواتوره اسپوزیتو و بردار بزرگتر فرانچسکو پیو اسپوزیتو است.

## عملکرد باشگاهی
اسپوزیتو در ۱۴ مارس ۲۰۱۹ در مرحله دوم رقابت‌های لیگ اروپا مقابل اینتراخت فرانکفورت، اولین بازی حرفه ای خود را برای اینتر میلان انجام داد و در دقیقه ۷۳ به عنوان جایگزین بورخا والرو حضور پیدا کرد. او جوانترین بازیکنی بود که تاکنون در یک مسابقه اروپایی برای این باشگاه به میدان رفته‌است.
فصل بعد، در ۲۳ اکتبر ۲۰۱۹ او اولین حضور خود در لیگ قهرمانان اروپا را به عنوان جایگزین روملو لوکاکو در بازی مرحله گروهی برابر بروسیا دورتموند انجام داد و تبدیل به اولین بازیکن متولد ۲۰۰۲ و دومین بازیکن جوان باشگاه بعد از جوزپه برگومی تبدیل شد که در یک رقابت اروپایی بازی کرده‌است.
در ۲۶ اکتبر، اولین بازی خود در سری آ را در ۱۷ سالگی انجام داد و در بازی خانگی مقابل پارما در سن سیرو به عنوان جانشین لائوتارو مارتینس درآمد. در ۲۱ دسامبر ۲۰۱۹، اسپوزیتو با اولین گل خود برای اینتر، از روی یک پنالتی در یک پیروزی ۴–۰ در خانه مقابل جنوا به گل رسید.

## آمار باشگاهی
| باشگاه            | فصل               | لیگ               | لیگ  | لیگ | جام حذفی | جام حذفی | قاره‌ای | قاره‌ای | دیگر | دیگر | مجموع | مجموع |
| باشگاه            | فصل               | دسته              | بازی | گل  | بازی     | گل       | بازی   | گل     | بازی | گل   | بازی  | گل    |
| ----------------- | ----------------- | ----------------- | ---- | --- | -------- | -------- | ------ | ------ | ---- | ---- | ----- | ----- |
| اینترمیلان        | ۲۰۱۸–۱۹           | سری آ             | ۰    | ۰   | ۰        | ۰        | ۱      | ۰      | _    | _    | ۱     | ۰     |
| اینترمیلان        | ۲۰۱۹–۲۰           | سری آ             | ۷    | ۱   | ۲        | ۰        | ۵      | ۰      | _    | _    | ۱۴    | ۱     |
| مجموع اینتر میلان | مجموع اینتر میلان | مجموع اینتر میلان | ۷    | ۱   | ۲        | ۰        | ۶      | ۰      | _    | _    | ۱۵    | ۱     |
| اسپال (قرضی)      | ۲۰۲۰–۲۱           | سری بی            | ۱۰   | ۱   | ۳        | ۰        | _      | _      | _    | _    | ۱۳    | ۱     |
| مجموع اسپال       | مجموع اسپال       | مجموع اسپال       | ۱۰   | ۱   | ۳        | ۰        | _      | _      | _    | _    | ۱۳    | ۱     |
| ونتزیا (قرضی)     | ۲۰۲۰–۲۱           | سری بی            | ۱۹   | ۲   | ۰        | ۰        | _      | _      | _    | _    | ۱۹    | ۲     |
| مجموع ونتزیا      | مجموع ونتزیا      | مجموع ونتزیا      | ۱۹   | ۲   | ۰        | ۰        | _      | _      | _    | _    | ۱۹    | ۲     |
| بازل (قرضی)       | ۲۰۲۱–۲۲           | سوپر لیگ          | ۲۳   | ۶   | ۱        | ۰        | ۱۰     | ۱      | _    | _    | ۳۴    | ۷     |
| مجموع بازل        | مجموع بازل        | مجموع بازل        | ۲۳   | ۶   | ۱        | ۰        | ۱۰     | ۱      | _    | _    | ۳۴    | ۷     |
| اندرلشت (قرضی)    | ۲۰۲۲–۲۳           | لیگ بلژیک         | ۱۴   | ۱   | ۲        | ۰        | ۷      | ۱      | _    | _    | ۲۳    | ۱     |
| مجموع اندرلشت     | مجموع اندرلشت     | مجموع اندرلشت     | ۱۴   | ۱   | ۲        | ۰        | ۷      | ۱      | _    | _    | ۲۳    | ۱     |
| باری (قرضی)       | ۲۰۲۲–۲۳           | سری بی            | ۱۳   | ۴   | ۰        | ۰        | _      | _      | _    | _    | ۱۳    | ۴     |
| مجموع باری        | مجموع باری        | مجموع باری        | ۱۳   | ۴   | ۰        | ۰        | _      | _      | _    | _    | ۱۳    | ۴     |
| سمپدوریا (قرضی)   | ۲۰۲۳–۲۴           | سری بی            | ۲۲   | ۶   | ۰        | ۰        | _      | _      | _    | _    | ۲۲    | ۶     |
| مجموع سمپدوریا    | مجموع سمپدوریا    | مجموع سمپدوریا    | ۲۲   | ۶   | ۰        | ۰        | _      | _      | _    | _    | ۲۲    | ۶     |
| امپولی (قرضی)     | ۲۰۲۴–۲۵           | سری آ             | ۱۷   | ۸   | ۲        | ۲        | _      | _      | _    | _    | ۱۹    | ۱۰    |
| مجموع امپولی      | مجموع امپولی      | مجموع امپولی      | ۱۷   | ۸   | ۲        | ۲        | _      | _      | _    | _    | ۱۹    | ۱۰    |
| مجموع بازی        | مجموع بازی        | مجموع بازی        | ۱۲۱  | ۲۹  | ۸        | ۲        | ۲۳     | ۲      | _    | _    | ۱۵۴   | ۳۳    |

+= قسمت دیگر شامل جام اتحادیه، سوپر جام داخلی و اروپا و جام باشگاه‌های جهان است

## افتخارات

### باشگاهی
اینتر میلان
- لیگ اروپا: ۲۰۲۰–۲۰۱۹ نایب قهرمان